# Kean (film 1924)

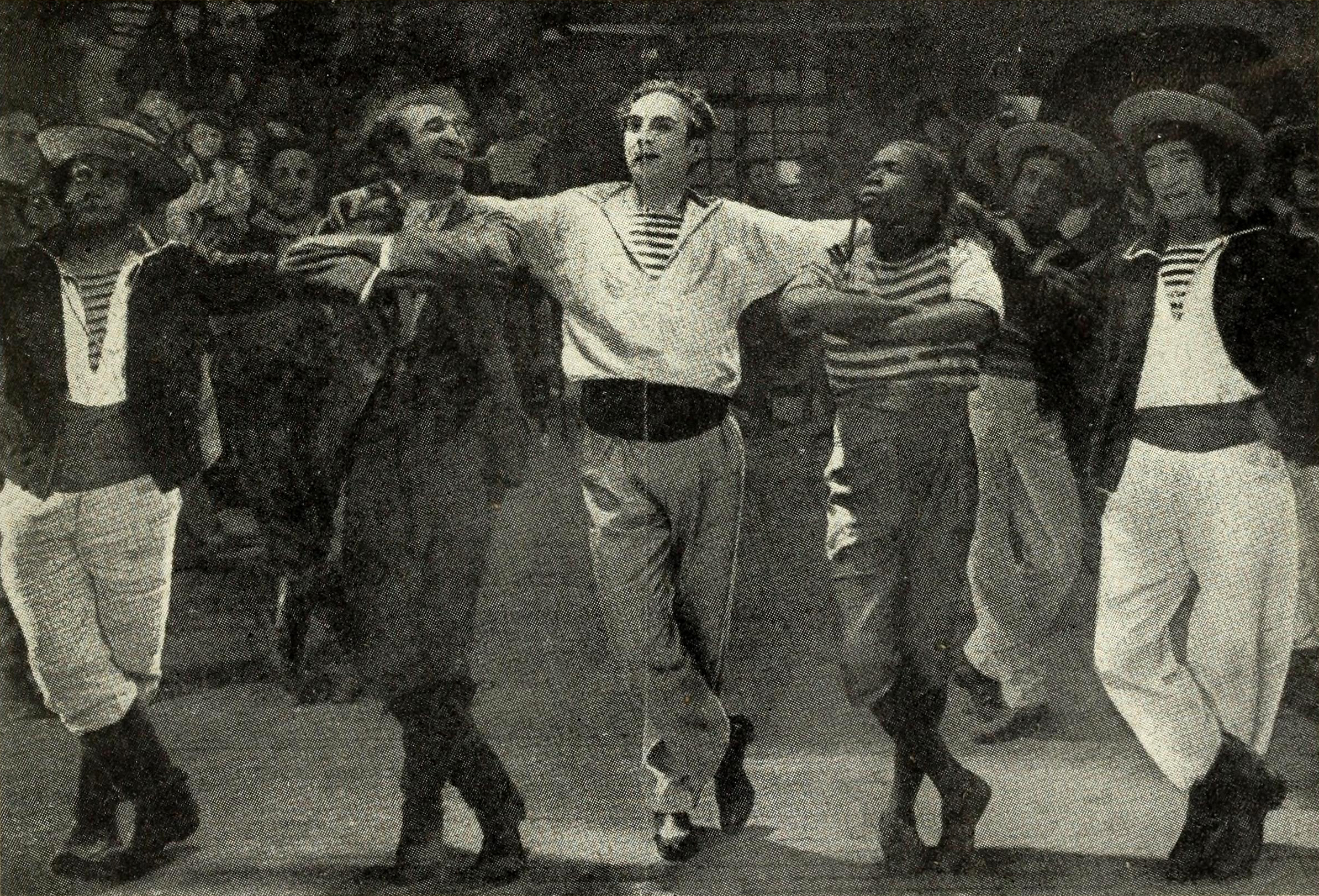

Kean (Kean, ou désordre et génie) è un film muto del 1924 diretto da Aleksandr Volkov.
La sceneggiatura si basa sull’omonima opera teatrale di Alexandre Dumas (padre) ispirata alla vita dell’attore britannico Edmund Kean (1787 – 1833)
.

## Trama
Kean, dopo un apprendistato in una compagnia di attori girovaghi, è pervenuto ad essere la stella del circuito teatrale londinese, amatissimo dal pubblico, nelle cui file si annovera la contessa Elena de Koefeld, moglie dell’ambasciatore danese. Fra i due nasce, nonostante molte difficoltà, l’amore, che si sviluppa fino ad diventar, per Kean, un’ossessione: durante una rappresentazione dell’Amleto shakespeariano Kean, al colmo della gelosia, apostrofa direttamente niente di meno del principe di Galles, che si trova nel proprio palco ad assistere allo spettacolo, e che è anch’egli innamorato di Elena.
Ne nasce uno scandalo, la rappresentazione viene sospesa, e Kean, la cui salute fisica e psichica risulta da allora minata, si ritira dalle scene e trascorre gli ultimi giorni di vita, in povertà, a casa del suo unico vero amico, il suggeritore Salomon. Lì si presenta Elena, che ha lasciato il marito, e nelle cui braccia Kean muore.  

## Distribuzione
In Francia, il film fu distribuito dalla Compagnie Vitagraph de France uscendo nelle sale il 15 febbraio 1924. Il 22 settembre dello stesso anno, uscì anche in Finlandia prendendo il titolo Edmund Kean; nel 1925, fu distribuito in Giappone (6 gennaio) e Portogallo (11 giugno); negli Stati Uniti fu presentato a New York il 31 maggio 1927.
Nel giugno 2009, venne presentato in Russia, al Festival di Sochi. In Francia, fu proiettato alla Cinémathèque de Corse il 17 luglio 2011 e alla Cinémathèque de Toulouse il 15 ottobre 2011.